# Åmosen
Åmosen est le plus grand marais du Danemark. Il est situé dans le nord-ouest de l'ile de Seeland, entre le lac Tissø à l'ouest et la ville de Hvalsø à l'est. Il est partagé en Store Åmose, au sud-est du lac Skarresø, et Lille Åmose, entre le lac Skarresø et le lac Tissø. Avec ses 36 km2, Store Åmose est la plus grande tourbière de Seeland.

## Mésolithique
Au début de l'Holocène, un lac s'est formé à Åmosen par la fonte des glaciers de la dernière période glaciaire, dont l'eau s'écoulait de la Seeland jusqu'à la mer. Plusieurs villages se sont établis autour du lac pour pouvoir y pêcher. Ils étaient tous situés sur les rives du lac afin de pouvoir accéder aux huttes en pirogue et jeter les détritus et les outils usagés dans l'eau. Quand le niveau d'eau s'élevait en hiver jusqu'à inonder les villages, les habitants se déplaçaient vers la côte, avant de revenir au printemps suivant.
Au fil du temps, le lac s'est transformé en marais, puis en tourbière.

## Historique
Du XVIIIe siècle jusqu'au lendemain de la Seconde Guerre mondiale, la tourbe a été extraite de la tourbière pour servir de combustible après séchage. Après un premier drainage dans les années 1930, la tourbière a été asséchée dans les années 1960 afin de la convertir en terres agricoles. La zone se partage aujourd'hui entre exploitations agricoles et surfaces naturelles.
Les premières fouilles archéologiques ont été menées dans les années 1940. En 2005, l'Agence du patrimoine culturel avait enregistré 1 288 sites à Åmosen. Åmosen fait partie du Parc naturel Åmosen depuis l'automne 2013.

## Vestiges
Les fouilles archéologiques ont livré des fossiles humains, des outils et des restes alimentaires des chasseurs-cueilleurs du Mésolithique (d'environ 9000 à 3000 av. J.-C.). Des artéfacts en bois, en os et en bois de cerf ont été préservés dans les couches humides du sol, qui donnent un aperçu du mode de vie des habitants de l'époque.
La tourbière a notamment livré des vestiges du Maglemosien (d'environ 9000 à 6500 av. J.-C.) et du Kongemosien (d'environ 6200 à 5300 av. J.-C.). À Åmosen, le crâne humain le plus ancien de Seeland a été découvert, daté d'environ 7700 av. J.-C. La tourbière est également l'endroit en Europe du Nord où le plus grand nombre de gravures du Mésolithique ont été trouvées, gravées sur des ossements animaux ou des bois de cerf.

## Préservation
En collaboration avec le Ministère du Climat et de l'Énergie (Danemark), le Ministère de l'Environnement (Danemark) se consacre à la restauration de la tourbière en rétablissant une partie des zones humides. De cette manière, les vestiges archéologiques de Store Åmose seront préservés pour les générations futures de chercheurs, qui disposeront de meilleures méthodes de recherche que celles actuellement disponibles. Le principe consistant à préserver les artéfacts dans le sol, au lieu de le creuser, est inscrit dans la Convention de Malte du Conseil de l'Europe pour la protection du patrimoine archéologique et est incorporé dans la loi danoise sur les musées. Les fonds publics doivent être utilisés pour l'acquisition de terres et la régulation de la nappe phréatique, afin que la tourbière puisse retrouver en partie son état d'origine. Le niveau de l'eau doit être d'au moins 20 cm au-dessus du sol de culture. À certains endroits, elle ne se trouve qu'à 30 cm sous la surface du sol.